# Jerry la souris
Pour les articles homonymes, voir Jerry.
Jerry la souris (Jerry Mouse) est un personnage fictif appartenant à la série d'animation américaine Tom et Jerry, et l'un des deux principaux protagonistes de la série, le deuxième étant Tom le chat. Créé par William Hanna et Joseph Barbera, Jerry est une souris anthropomorphe marron apparue pour la première fois, en 1940, dans le métrage d'animation MGM intitulé Faites chauffer la colle !. À sa création, Hanna attribue initialement à la souris le nom de « Jinx », tandis que Barbera ne lui attribue aucun nom dans les premiers épisodes.

## Histoire
Le nom de « Jerry » est attribué par l'animateur de MGM, John Carr, ayant suggéré le titre de Tom and Jerry après la diffusion du métrage original Puss Gets the Boot. L'idée du chat et de la souris étant dépassée, même pour les années 1940, Hanna et Barbera décident de développer plus amplement ce concept avec une relation chasseur/proie. Leur Jerry la souris, un « incurable voleur de vedette », est plus ou moins présenté comme protagoniste de leurs films ; plutôt que d'être « la victime froussarde » de son prédateur, Tom, il prend plaisir à retourner la situation, et souvent torturer, son antagoniste (même lorsque Tom suit les ordres de sa maîtresse de maison, ou lorsqu'il s'occupe de ses affaires et qu'il se fait persécuter par Jerry). Hanna et Barbera considèrent Tom et Jerry comme « les meilleurs ennemis du monde », dont la rivalité cache un certain respect mutuel.
Dans les cartoons Tom et Jerry qui succèdent, Jerry doit s'occuper d'une petite souris grise appelée dans la version originale, Tuffy ou Nibbles selon les épisodes,, laissée sur le paillasson de Jerry dans le cartoon La Bouteille de lait de 1946. Dans certains cartoons, Jerry et Tuffy sont tous deux présentés en mousquetaires dans une France du XVIIe siècle. Le premier de ces cartoons, intitulé Les deux mousquetaires, est récompensé de l'oscar du meilleur court-métrage d'animation en 1951.
Hanna et Barbera sont les réalisateurs et scénaristes des cartoons Tom et Jerry jusqu'en 1956,  quand ils en deviennent les producteurs. Quatorze cartoons Tom et Jerry, entre 1940 et 1954, sont nommés à l'oscar du meilleur court-métrage d'animation, dont sept ont été récompensés. MGM ferme son studio d'animation en 1957, mais de nouveaux cartoons Tom et Jerry sont produits par Gene Deitch puis Chuck Jones pendant les années 1960. Jerry apparaît également dans des productions Tom et Jerry conçues pour la télévision, une série de direct-to-video, et Tom et Jerry, le film, un film d'animation sorti en 1992. Les productions qui succèdent évitent d'exposer la violence des courts-métrages des années 1940 et 1950 et attribuent à Jerry une attitude plus coulante.